# Klimontów
Klimontówⓘ é uma cidade no sudeste da Polônia. Pertence à voivodia de Santa Cruz, no condado de Sandomierz, no planalto de Sandomierz. É a sede da comuna urbano-rural de Klimontów. A cidade é membro da União das Cidades Polonesas.
Estende-se por uma área de 4,7 km², com 1 747 habitantes, segundo o censo de 31 de dezembro de 2024, com uma densidade populacional de 374 hab./km².
Nos anos de 1975 a 1998, a cidade pertencia à voivodia de Tarnobrzeg. A estrada nacional n.º 9, de Radom a Rzeszów e a estrada da voivodia n.º 758 atravessam a cidade. Klimontów está localizada no Caminho da Pequena Polônia.

## História

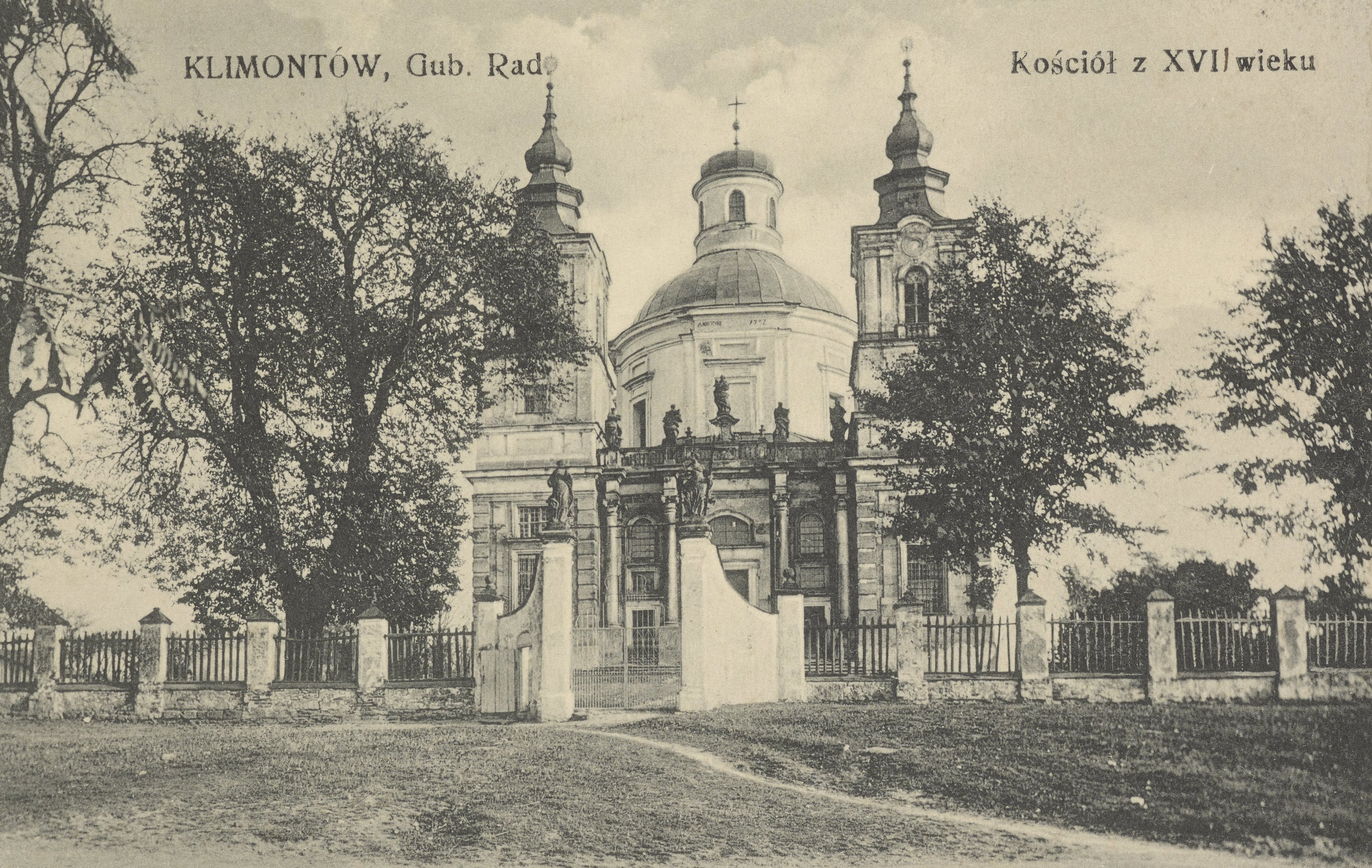
Vista da igreja paroquial anterior a 1911

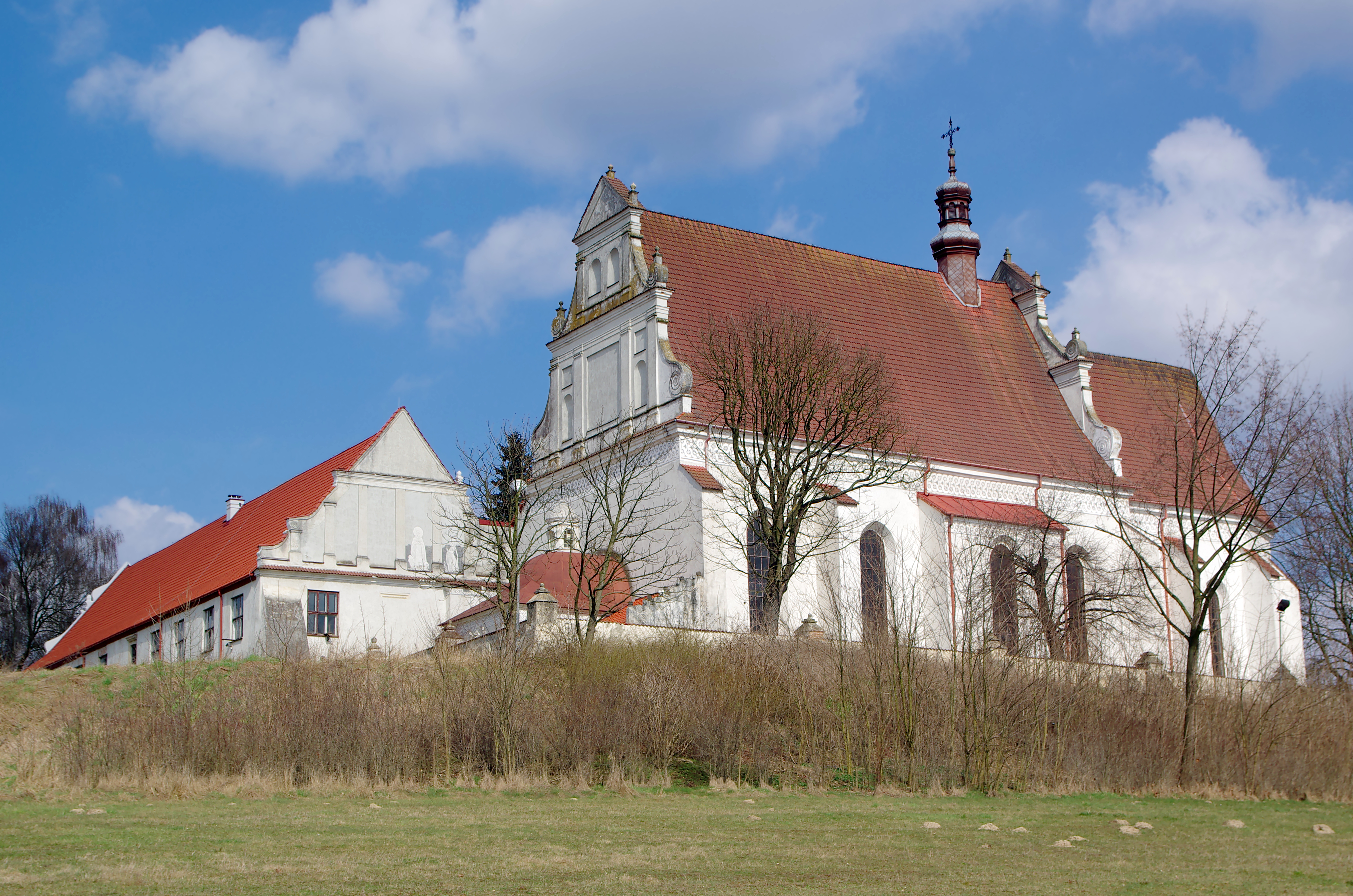
Igreja pós-dominicana e mosteiro

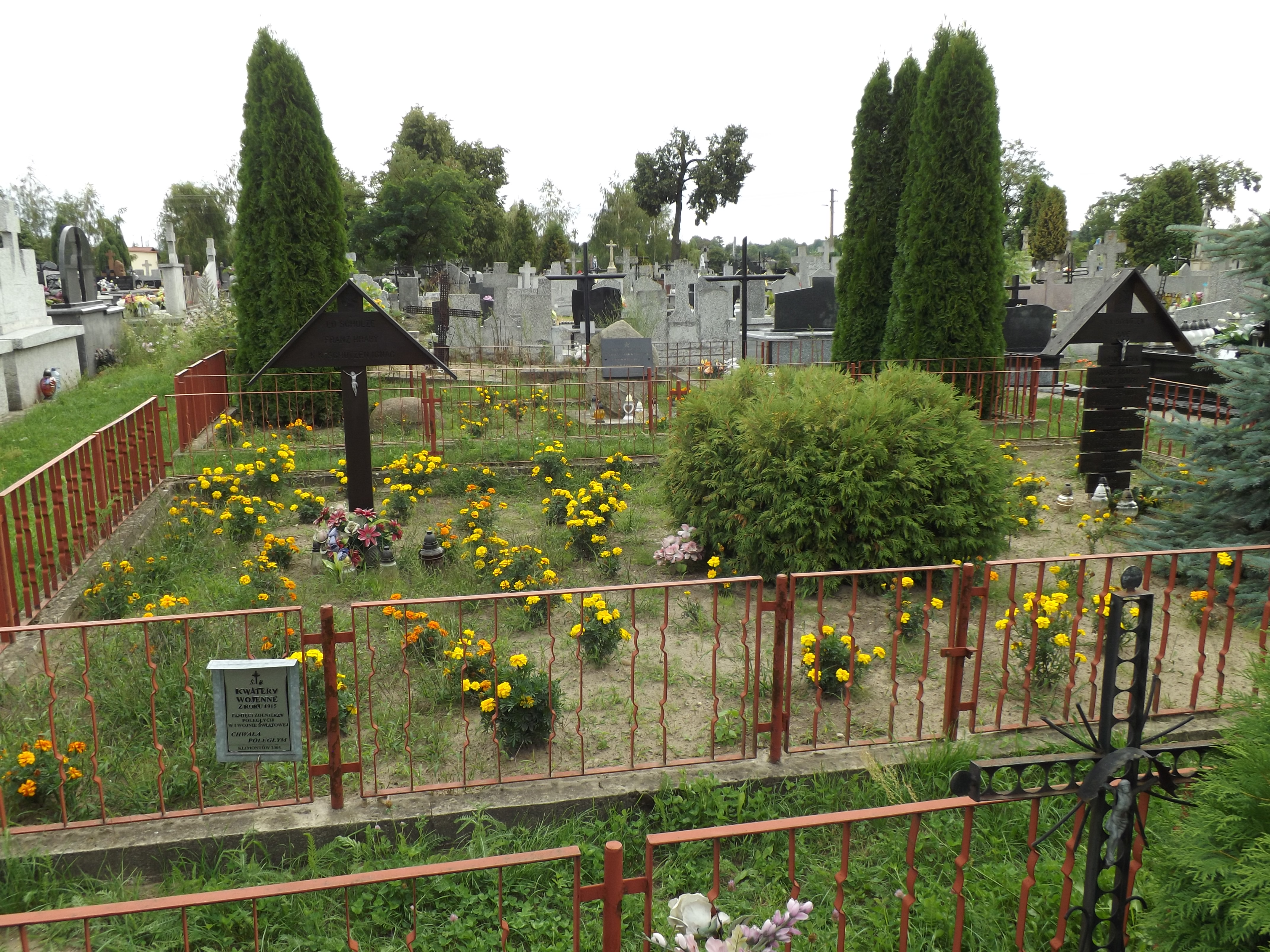
Cemitério em Klimontów. Em primeiro plano, os túmulos dos soldados da Primeira Guerra Mundial, no segundo, soldados soviéticos mortos nos combates na ponte de Baranow-Sandomierz

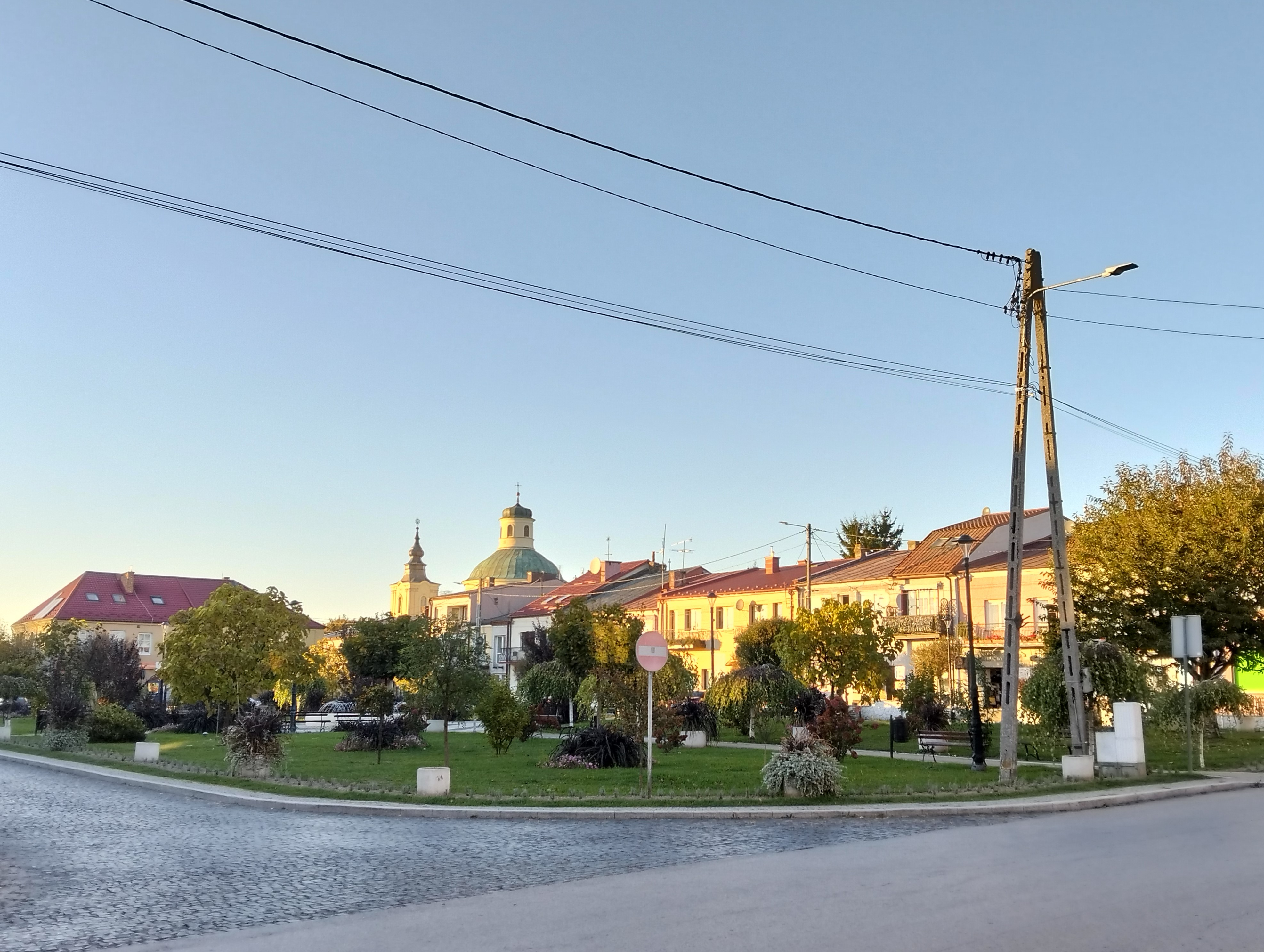
Praça principal

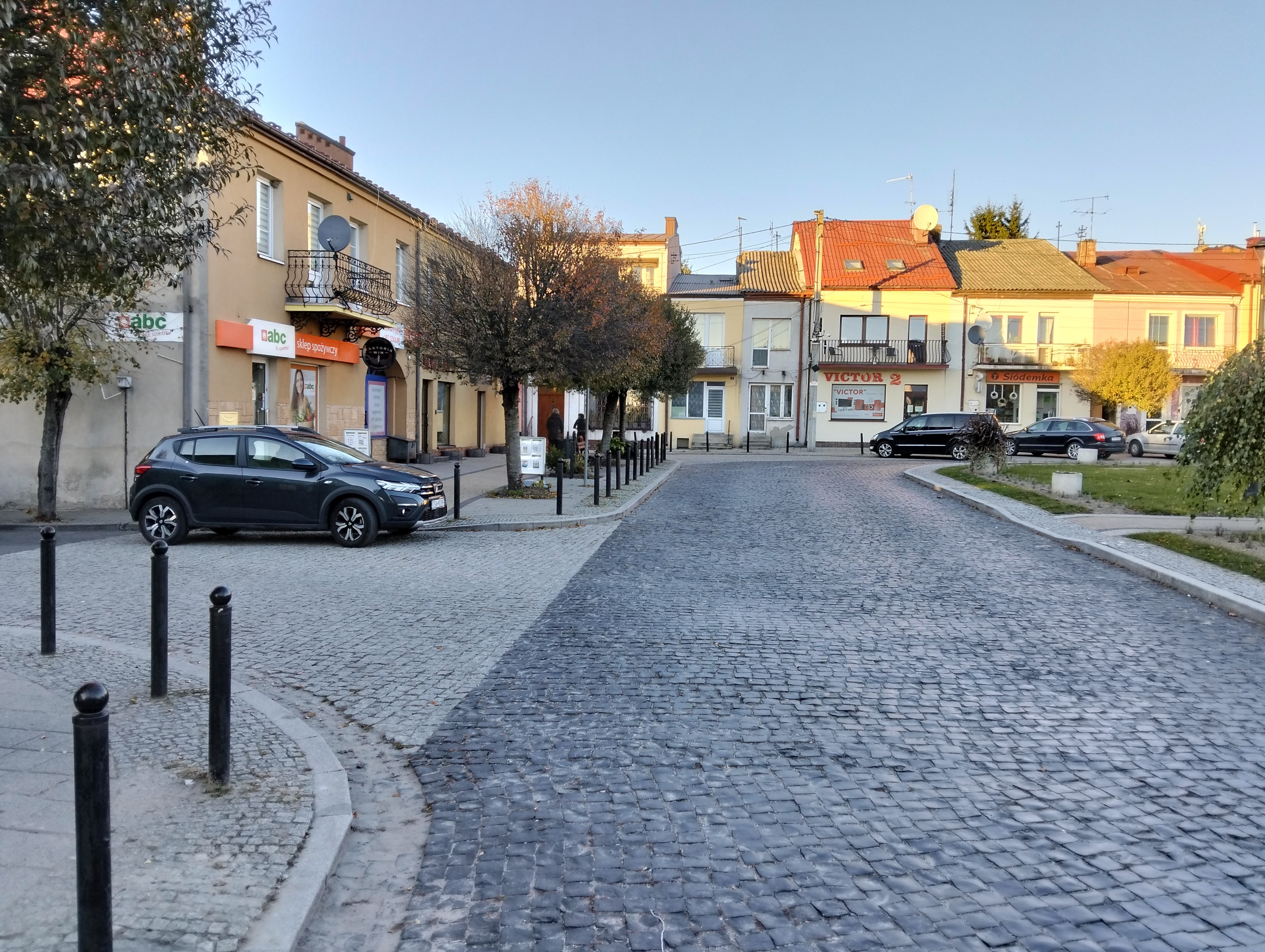
Seção da Praça principal

A cidade de Klimontów foi fundada em meados do século XIII. Localizava-se na atual vila de Górki. Junto a ela, nos terrenos da aldeia de Ramuntowice (ou Ramułtowice), foi construída uma vila. Foi fundada sob privilégio real por Jan Zbigniew Ossoliński em 2 de janeiro de 1604.
Em 1611, a cidade recebeu o privilégio de realizar 3 feiras por ano e 2 mercados por semana. Em 1613, um mosteiro dominicano foi construído em Klimontów e, nos anos 1643-1646, uma igreja colegiada fundada por Jerzy Ossoliński. A cidade era o centro de propriedades rurais compostas por 9 fazendas.
Em 1663, Klimontów tinha 24 casas e 530 habitantes (incluindo 129 judeus). Em 1827, havia 118 casas e 1.314 habitantes. Além da agricultura, a população local também estava envolvida na produção de tecidos. Na segunda metade do século XVIII, aqui foi instalada uma fábrica de tecidos.
Em 1656, durante o Dilúvio sueco, soldados suecos destruíram o edifício da igreja enquanto permaneciam na cidade.
Em 1784, a cidade de Klimontów juntamente com Zagaje pertenciam à família Leduchowski.
Do final de 1809 a abril de 1811, parte do 1.º Regimento de Fuzileiros Montados esteve estacionado em Klimontów.
Durante o Levante de Novembro, um batalhão do 12,º Regimento de Infantaria de Linha foi formado em Klimontów.
Klimontów perdeu seus direitos de cidade em 1870 por decreto do czar.
Em 1901, o poeta Bruno Jasieński nasceu aqui. Todos os anos desde 2002, o festival Brunonalia, dedicado ao escritor, acontece em Klimontów todos os verões.
Durante a Primeira Guerra Mundial, em 1914-1915, ocorreram combates perto de Klimontów entre as tropas austríacas (incluindo o Regimento Cieszyn Landwehr) e as tropas russas. Os restos mortais dos soldados austríacos estão preservados até hoje no cemitério paroquial.
Em 1921, o assentamento contava com cerca de 6 mil habitantes, e em 1939 - 4 500.
Em setembro de 1939, a cidade ficou sob ocupação alemã.
Em junho de 1942, os alemães criaram um gueto para a população judaica em Klimontów. Judeus de Klimontów, outras cidades do condado de Sandomierz e cerca de 200 judeus de Viena ficaram lá. Durante a liquidação do gueto em outubro-novembro de 1942, aproximadamente 4 mil pessoas foram transportadas para o campo de extermínio de Treblinka, 300 para o gueto de Sandomierz e aproximadamente 100 que não puderam ser transportadas foram assassinadas no local.
Em 1943, os alemães atiraram em 24 pessoas em Klimontów.
Em 1944, durante os combates conduzidos pelo Exército Alemão e pelo Exército Vermelho, entre outros, foi destruída a igreja colegiada. Os combates terminaram com a captura de Klimontów por soldados do 13.º Exército.
Em 16 de abril de 1945, Abram Złotnicki, Rywka Pęczyn, Chil Lederman, Szmuel Lederman, Chil Gotlib e Chaskiel Grosfeld foram assassinados em uma casa na rua Sandomierska. Como resultado do assassinato, Józef Batorski, pseudônimo "Orzech", foi condenado à morte, enquanto os demais réus foram absolvidos. Na década de 1960, Włodzimierz Gadulski também se declarou culpado e foi condenado a 11 anos de prisão.
Após a ocupação alemã e o extermínio da população judaica, em 1946 o número de habitantes de Klimontów diminuiu para 2 200.
Em 1 de janeiro de 2020, Klimontów recuperou os direitos de cidade.

## Demografia
Conforme os dados do Escritório Central de Estatística da Polônia (GUS) de 31 de dezembro de 2024, Klimontów é uma cidade muito pequena com uma população de 1 747 habitantes (32.º lugar na voivodia de Santa Cruz e 902.º na Polônia), tem uma área de 4,7 km² (47.º lugar na voivodia de Santa Cruz e 886.º lugar na Polônia) e uma densidade populacional de 374 hab./km² (20.º lugar na voivodia de Santa Cruz e 675.º lugar na Polônia). Entre 2020–2024, o número de habitantes diminuiu 7,3%.
Os habitantes de Klimontów constituem cerca de 2,45% da população do condado de Sandomierz, constituindo 0,15% da população da voivodia de Santa Cruz.
| Descrição                         | Total      | Total   | Mulheres   | Mulheres | Homens     | Homens  |
| --------------------------------- | ---------- | ------- | ---------- | -------- | ---------- | ------- |
| unidade                           | habitantes | %       | habitantes | %        | habitantes | %       |
| população                         | 1 747      | 100     | 926        | 53,0     | 821        | 47,0    |
| área                              | 4,7 km²    | 4,7 km² | 4,7 km²    | 4,7 km²  | 4,7 km²    | 4,7 km² |
| densidade populacional (hab./km²) | 374        | 374     | 198,2      | 198,2    | 175,8      | 175,8   |

## Monumentos históricos

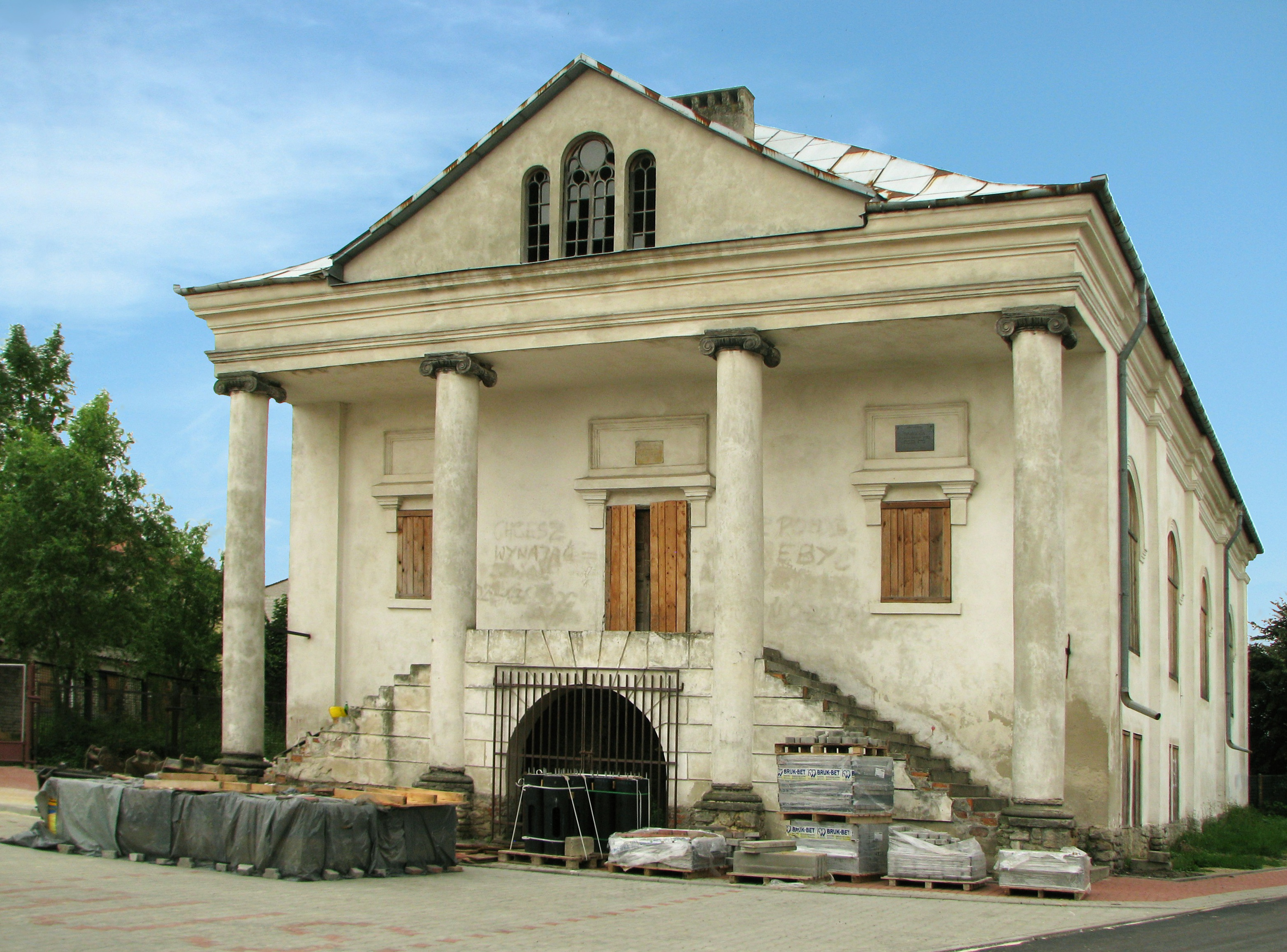
Sinagoga em Klimontów

- Traçado urbano da cidade, inscrito no registo de monumentos imóveis[15]
- Complexo da igreja colegiada:[15]
  - Igreja colegiada barroca de São José, fundada por Jerzy Ossoliński, construída em 1643-1650[16]
  - Portão do cemitério da igreja de finais do século XVIII
  - Capela de São José em frente à igreja da segunda metade do século XVIII
  - Reitoria de meados do século XVIII, reconstruída em 1890
- Sinagoga de 1851[15]
- Complexo monástico dominicano:[15]
  - Igreja da Bem-aventurada Virgem Maria e São Jacinto, construído em 1617-1620[17]
  - Mosteiro dominicano de 1620, reconstruído nos séculos XVIII e XIX - XX
  - Muro de tijolos da área do mosteiro com portão dos séculos XVII e XVIII
- Cemitério católico romano de 1843[15]
- Edifícios na praça principal[15]

## Turismo
A  trilha turística verde de Chańcza a Pielaszów, a  trilha turística vermelha de Gołoszyce a Piotrowice e a  ciclovia verde de Sandomierz a Ujazd passam pela cidade.